# Décembre 2002

## Événements

### Dimanche1erdécembre2002
- À Saint-Jacques-de-Compostelle en Galice, plus de 200 000 personnes manifestent, accusant d'incurie les gouvernements national et régional, dans leur gestion des conséquences écologiques du naufrage du pétrolier Prestige. Le lendemain, le roi Juan Carlos se rend sur les côtes de Galice pour évaluer les dégâts.

### Lundi2 décembre 2002
- Rencontre à Londres entre Nicolas Sarkozy et son homologue britannique David Blunkett, sur la fermeture du centre de Sangatte (Pas-de-Calais) dès le 30 décembre, soit trois mois avant la date prévue.
- Le gouvernement américain réaffirme que le résultat des inspections de l'ONU importe peu et que seules compteront « les preuves » fournies par le gouvernement irakien sur l'avancée de son désarmement.

### Mardi3 décembre 2002
- En France, quelque 150 tziganes roumains de trois bidonvilles et d'un squat du val-de-Marne sont évacués par la police et placés en détention administrative. 56 seront libérés les 5 et 6 décembre pour « vices de procédures ».
- À la suite du repérage de nappes de fioul en provenance du pétrolier Prestige, déclenchement du plan Polmar sur la côte atlantique.

### Mercredi4 décembre 2002
- Au siège de l'OTAN, au retour d'une visite à Ankara où il a obtenu de la Turquie qu'elle ouvre ses bases aériennes à l'aviation civile alliée dans la perspective d'une offensive contre l'Irak, le secrétaire d'État américain Paul Wolfowitz, déclare : « Nous avons déjà rassemblé une puissante coalition ... Un grand nombre d'alliés ont indiqué qu'ils seraient avec nous, quoi qu'il arrive. »
- En Argentine, marche sur la place de Mai à Buenos Aires pour réclamer de la nourriture pour les enfants pauvres. Selon la CTA, toutes les 25 minutes un enfant meurt à cause de la pauvreté.
- Au Venezuela, l'opposition, soutenue par l'organisation patronale « Fedecamaras », certains syndicats et la quasi-totalité des médias, déclenche une grève générale, qui va paralyser le secteur pétrolier, et de nombreuses manifestations pour réclamer la démission du président Hugo Chávez. 
  - Le 10 décembre, apparition de drapeaux américains dans les manifestations.
  - Le 14, on dénombre plus d'un million de manifestants dans les rues.
  - Le 29, plusieurs centaines de milliers à Caracas.

### Jeudi5 décembre 2002
- Le président Jacques Chirac inaugure à Paris le « Mémorial national de la guerre d'Algérie et des combats du Maroc et de la Tunisie » en hommage aux 23 000 soldats français et harkis tombés en Afrique du Nord.
- Le premier ministre israélien dicte ses conditions pour la création d'un « État palestinien » : 
  - il serait réduit à environ 40 % de la Cisjordanie et aux trois quarts de la bande de Gaza,
  - il serait démilitarisé, ne pourrait contrôler ni ses frontières, ni son espace aérien, ni sa politique étrangère,
  - Yasser Arafat devra se retirer.

### Samedi7 décembre 2002
- Le gouvernement irakien remet aux inspecteurs de l'Organisation des Nations unies et à l'AIEA son rapport relatif aux stocks et programmes d'armements non conventionnels et de missiles balistiques (12 000 pages et des cédéroms). Les États-Unis expriment leur scepticisme.

### Dimanche8 décembre 2002
- En France : dans une élection législative partielle des Yvelines, le candidat UMP Philippe Brillault pour lequel Alain Juppé s'était personnellement engagé, est largement distancé par l'UDF Christian Blanc, qui sera élu au second tour.
- En Serbie, nouvelle élection présidentielle, 56 jours après le scrutin du 12 octobre, annulé pour insuffisance de taux de participation. Le président Vojislav Koštunica obtient 58 % des voix devant le candidat nationaliste Vojislav Seselj (35 %). Cependant le taux de participation étant de nouveau inférieur à 50 % le scrutin est à nouveau invalidé.
- Chadwick (Chad) A. Trujillo et Michael (Mike) E. Brown découvrent un satellite (S/2001 (47171) 1) à l'astéroïde transneptunien (47171) 1999 TC36.

### Lundi9 décembre 2002
- En France : signature d'un protocole d'accord, sous l'égide du ministère de l'Intérieur Nicolas Sarkozy, entre la Fédération nationale des musulmans de France (FNMF), la Grande mosquée de Paris et l'Union des organisations islamiques de France (UOIF). devant les protestations des autres organisations musulmanes, Nicolas Sarkozy décide la réunion d'une « Consultation de l'Islam de France » du 18 au 20 décembre, au château de Nainville-les-Roches (Essonne). 
  - L'accord est finalement obtenu le 20.
- Après la découverte d'un charnier dans l'ouest de la Côte d'Ivoire, la France demande l'ouverture d'une enquête internationale. Envoi de nouveaux renforts et accrochages avec les rebelles.
- Scott S. Sheppard, David Jewitt et Jan Kleyna découvrent Aitné, Eurydomé, Hermippé, Calé et Spondé.

### Mardi10 décembre 2002
- L'Assemblée nationale vote la proposition de loi de l'UMP Pierre Lellouche renforçant l'arsenal législatif antiraciste et relatif à la répression de la « contestation de crimes contre l'humanité. »
- Alors que le gouvernement américain multiplie les pressions sur l'Union européenne pour qu'elle engage des négociations sur l'entrée de la Turquie, le président George W. Bush reçoit Recep Tayyip Erdoğan, chef du parti islamiste Parti de la justice et du développement (AKP) au pouvoir.
- Des missiles Scud sont découverts à bord d'un cargo nord-coréen faisant route vers le Yémen et arraisonné en mer d'Arabie par deux navires de guerre espagnols. Le Yémen ayant garanti de la destination finale de ces missiles, le bateau est autorisé à continuer sa route.
- Le secrétaire d'État américain Donald Rumsfeld en visite en Éthiopie, en Érythrée et à Djibouti, invite ces trois pays à rejoindre les États-Unis dans leur « lutte contre le terrorisme » et à accepter un renforcement de la présence militaire américaine dans la région.
- Scott S. Sheppard, David Jewitt et Jan Kleyna récidivent et découvrent Autonoé.

### Mercredi11 décembre 2002
- À Kourou en Guyane, la nouvelle version du lanceur Ariane 5 connaît un échec. Après 3 minutes de vol, la fusée doit être détruite avec ses deux satellites : « Hot Bird 7 » et « Stentor »
- La Maison-Blanche rend public un document par lequel le gouvernement américain se réserve « le droit de répondre avec une force écrasante, y compris par l'utilisation de toutes les options à leur disposition, à l'emploi d'armes de destruction massive contre les États-Unis, leurs forces à l'étranger, leurs amis et leurs alliés. »
- Scott S. Sheppard, David Jewitt et Jan Kleyna récidivent et découvrent Euanthé, Euporie, Orthosie, Pasithée et Thyoné. Jupiter a désormais 39 lunes.

### Jeudi12 décembre 2002
- Le président Jacques Chirac reçoit le rapport de la « commission de réflexion sur le statut pénal du président de la république », présidée par Pierre Avril. Le texte recommande :
  - d'inscrire dans la Constitution, le principe de l'« inviolabilité » du chef de l'État, tant au pénal qu'au civil.
  - d'instaurer en contrepartie, en cas de « manquement à ses devoirs », une procédure de destitution par le parlement, inspirée par l'impeachment des États-Unis.
- Dans l'affaire du financement du RPR, un juge de Nanterre, Alain Philibeaux, engage des poursuites contre X pour « prise illégale d'intérêt » et « recel de prise illégale d'intérêt ».
- Sommet de l'Union européenne, du 12 au 13 décembre, à Copenhague (Danemark). L'élargissement de l'Union à dix nouveaux membres, à compter du 1er mai 2004, est entérinée. L'ouverture de négociations sur l'intégration de la Turquie est fixée à décembre 2004, et non dès 2003 comme le souhaitaient Ankara et Washington.
- En Inde, les élections régionales dans le Goujerat sont remportées par les nationalistes hindous du BJP, déjà au pouvoir dans cet État.
- Le gouvernement nord-coréen de Pyongyang annonce la reprise « immédiate » de son programme de production de plutonium, en principe gelé depuis 1994. Le 22, les équipements installés sur le site de Yongbyon par l'AIEA, sont démantelés, et le 27, les deux inspecteurs de l'AIEA présents sur le site sont expulsés.

### Samedi14 décembre 2002
- Le ministre de l'Intérieur Nicolas Sarkozy, lors de sa troisième visite en Corse, rencontre une trentaine d'élus à Bastia et annonce la prorogation du statut de zone franche jusqu'en 2006.
- Le premier ministre espagnol José María Aznar se rend en Galice, où il est accueilli par des manifestants hostiles. Il demande « pardon » pour les « erreurs commises ».
- À Londres, du 14 au 16 décembre, congrès de l'opposition irakienne, réunissant quelque six cents délégués, sous l'égide des États-Unis.
- À Séoul en Corée du Sud, manifestation réunissant entre deux cent et trois cent mille personnes, pour protester contre l'acquittement, le 28 novembre, de deux soldats américains responsables, en juin, d'avoir écrasé deux adolescentes avec leur blindé.

### Dimanche15 décembre 2002
- Fermeture des serveurs du jeu La 4e Prophétie hébergés sur GOA.

### Lundi16 décembre 2002
- À La Courneuve (Seine-Saint-Denis), arrestation par la Direction de la surveillance du territoire de quatre islamistes (trois algériens et un marocain) dont 3 avaient suivi un stage en Tchétchénie. 
  - Le 21, une nouvelle arrestation à la frontière franco-espagnole.
  - Le 24, quatre nouvelles arrestations à Romainville (Seine-Saint-Denis).
  - Le 27, le ministère de l'Intérieur indique que les 9 islamistes arrêtés préparaient un attentat contre l'ambassade de Russie à Paris.
- Fermeture définitive du centre de Sangatte (Pas-de-Calais) tandis que de nouveaux immigrés illégaux continuent d'affluer.

### Mardi17 décembre 2002
- Le président George W. Bush ordonne le déploiement en Alaska d'un premier bouclier antimissiles dès 2004.

### Mercredi18 décembre 2002
- Le président George W. Bush se dit « préoccupé par les omissions » du rapport remis par le gouvernement irakien à l'ONU et à l'AIEA. Le 19, le secrétaire d'État américain Colin Powell, parle d'« omissions », et de « violations patentes » de la résolution 1441 et indique que si le désarmement « ne peut être fait pacifiquement, ce sera par la force ».
- Assassinat en Turquie du Dr Necip Hablemitoglu, professeur de sciences politiques à l'université d'Ankara, ardent défenseur de la laïcité. Ce crime a réveillé la crainte d'une nouvelle période d'instabilité politique. « C'est clairement un acte terroriste, un crime politique », a déclaré le président Ahmet Necdet Sezer.

### Jeudi19 décembre 2002
- En France, avec trois autres dirigeants du groupe, Christian Picart, fondateur de la chaîne de restaurants « Buffalo GRill » est poursuivi pour « homicides involontaires ». Ils sont soupçonnés d'avoir frauduleusement importé, entre 1996 et 2000, de la viande britannique alors sous embargo en raison de la crise de la vache folle.
- Arrestation à Saint-Martin-de-Seignanx (Landes), d'un des chefs présumés de la branche militaire de l'ETA, Ibon Fernandez de Iradi, alias « susper ». Dans la nuit du 21 au 22, il s'évade du commissariat de Bayonne où il était en garde à vue.
- Le Parlement européen a adopté un texte réclamant que la Turquie sépare définitivement « les compétences civiles et militaires » du pouvoir, avant que l'UE puisse engager avec elle des négociations d'adhésion. Les députés européens demandent à la Commission européenne de présenter « une liste d'objectifs concrets » portant sur le respect de la démocratie, de l'État de droit et des droits de l'homme, ainsi que sur le respect des minorités, tels qu'ils ont été définis par les Européens, en juin 1993 à Copenhague.
- Élection présidentielle en Corée du Sud remportée par Roh Moo-Hyun, partisan de la poursuite de la coopération avec la Corée du Nord et d'une plus grande indépendance vis-à-vis des États-Unis

### Vendredi20 décembre 2002
- Le pape Jean-Paul II promulgue les décrets préparant pour le 19 octobre 2003, la béatification de Mère Teresa, décédée le 5 septembre 1997.

### Samedi21 décembre 2002
- Décès du journaliste Patrick Bourrat, grand reporter à TF1, renversé par un char américain, lors d'un reportage dans le désert du Koweït.

### Dimanche22 décembre 2002
- Selon une révélation d'un ancien des services secrets algériens, emprisonné depuis l'an 2000 à Bangkok, l'armée algérienne serait étroitement impliquée dans l'enlèvement et l'assassinat des sept moines français de Tibérine, en 1996.
- En réponse aux critiques reçues sur le rapport remis à l'AIEA et à l'ONU, le gouvernement irakien dit ne pas avoir de documents supplémentaires à fournir, accepte les interrogatoires de la communauté scientifique, et demande à la CIA d'envoyer sur place des agents « pour indiquer aux experts du désarmement de l'ONU les sites qu'il faudrait inspecter ». Le 23, fin de non-recevoir du gouvernement américain.
- Le célèbre Joe Strummer, chanteur du légendaire groupe The Clash, meurt des suites d'une malformation cardiaque non détectée.

### Mardi24 décembre 2002
- Israël empêche pour la deuxième fois, Yasser Arafat d'assister à la messe de minuit à Bethléem.

### Mercredi25 décembre 2002
Congo belge : annulation de Noël à la suite des plaintes déposées par l'amicale de Hanoucca

### Jeudi26 décembre 2002
- La responsable du programme de clonage du mouvement des raéliens annonce à Miami (Floride) la naissance du premier clone humain. Condamnation unanime et scepticisme des scientifiques.

### Vendredi27 décembre 2002
- Élection présidentielle au Kenya : le candidat de l'opposition, Mwai Kibaki, l'emporte largement sur celui du parti au pouvoir, et met fin à 24 ans de pouvoir du président Daniel Arap Moi.
- La Grande Assemblée nationale de Turquie vote une série d'amendements constitutionnels rendant possible la candidature de Recep Tayyip Erdoğan, chef islamiste de l'AKP, à une élection législative partielle en février 2003.

### Samedi28 décembre 2002
- La police arrête un français d'origine algérienne, bagagiste à l'aéroport Paris-Charles-de-Gaulle, avec des armes et des explosifs dans sa voiture. Plus tard il s'avérera que c'est un coup monté par son ex-belle-famille.

### Dimanche29 décembre 2002
- Le secrétaire d'État américain Colin Powell estime que la crise irakienne ne peut pas « durer indéfiniment » et que les États-Unis s'apprêtent à répliquer. En revanche aucune « frappe préventive » n'est prévue contre la Corée du Nord.

### Lundi30 décembre 2002
- Un islamiste attaque un hôpital missionnaire baptiste au Yémen et tue trois médecins américains et en blesse un quatrième.

## Naissances
- 3 décembre : Jada Borsato, actrice, doubleuse et chanteuse néerlandaise
- 4 décembre : Jan Biegański, footballeur polonais
- 7 décembre : Noah Bischof, footballeur autrichien
- 8 décembre : 
  - Noah Shamoun, footballeur suédois
  - Ianis Stoica, footballeur roumain
  - Park Sung-hoon, ancien patineur artistique, membre du groupe sud-coréen Enhypen
- 11 décembre : Aviel Zargari, footballeur israélien
- 12 décembre : Kiara Rodriguez, athlète handisport équatorienne
- 15 décembre : 
  - Azumah Bugre, footballeuse ghanéenne
  - Rabab Ouhadi, taekwondoïste marocaine
- 16 décembre : Victor Kristiansen, footballeur danois
- 18 décembre : Giuliano Simeone, footballeur argentin
- 21 décembre : Clara Tauson, joueuse de tennis danoise
- 23 décembre : Nene Dorgeles, footballeur malien
- 26 décembre : Mads Søndergaard, footballeur danois
- 29 décembre : Pablo Pagis, footballeur français
- 30 décembre : 
  - Pedro Brazão, footballeur portugais
  - Mayckel Lahdo, footballeur suédois
- 31 décembre : 
  - Ștefan Baiaram, footballeur roumain
  - Ryan Flamingo, footballeur néerlandais
  - Amankwah Forson, footballeur ghanéen
  - Joe Mendes, footballeur suédois

## Décès
- 2 décembre :
  - Ivan Illich, prêtre catholique, spécialiste des questions de l'éducation.
  - Mal Waldron, pianiste de jazz américain (° 16 août 1925).
- 3 décembre :  Glenn Quinn, acteur irlandais.
- 5 décembre : Bob Berg, saxophoniste de jazz américain (° 7 avril 1951).
- 12 décembre : Djabir Novruz, écrivain azéri (° 12 mars 1933).
- 21 décembre : Patrick Bourrat, reporter de TF1.
- 22 décembre : Joe Strummer, leader du groupe The Clash.
- 27 décembre : George Roy Hill, réalisateur américain.